# Baroville
 Baroville  es una localidad y comuna de Francia, en la región de Champaña-Ardenas, departamento de Aube, en el distrito y cantón de Bar-sur-Aube.
Su población en el censo de 1999 era de 329 habitantes.
Está integrada en la Communauté de communes de la Région de Bar-sur-Aube.

## Demografía
| 358 | 367 | 333 | 350 | 333 | 329 |
| Para los censos de 1962 a 1999 la población legal corresponde a la población sin duplicidades (Fuente: INSEE [Consultar]) |     |     |     |     |     |